# Gagne (ruisseau)
Pour les articles homonymes, voir Gagne.
La Gagne est un ruisseau français du Puy-de-Dôme, affluent de la Burande et sous-affluent de la Dordogne.

## Géographie
De 13,9 km de longueur, la Gagne prend sa source sur la commune de Chastreix, vers 1 555 m d’altitude, sur les pentes sud-est du mont Redon.
Elle arrose Chastreix puis passe successivement sous les routes départementales 88, 203, 129 et 47 (au Pont de la Pierre). Elle rejoint la Burande en rive gauche, deux kilomètres au sud-ouest de La Tour-d'Auvergne, en aval du Pont de la Pierre, à 856 m d’altitude.

### Affluents
La Gagne a trois minces affluents répertoriés par le Sandre, le plus long avec 3,3 km étant un ruisseau sans nom situé en rive gauche.

### Communes traversées
Sur son parcours, la Gagne n'arrose que deux communes, depuis sa source à Chastreix jusqu'à sa confluence avec la Burande, à La Tour-d'Auvergne.

## Monuments ou sites remarquables à proximité
- La cascade du Pont de la Pierre, peu avant le confluent avec la Burande.